# 奈良県立高田高等学校王寺分校
奈良県立高田高等学校王寺分校（ならけんりつ たかだこうとうがっこう おうじぶんこう）は、かつて奈良県北葛城郡王寺町王寺にあった県立高等学校。

## 概要および沿革
王寺町立王寺女子農学校を源流としており、1948年（昭和23年）12月1日に高田高等学校の分校として設置された。家庭科昼間定時制のみを置いていたが、1968年（昭和43年）入学生を最後に生徒募集を停止し、1972年（昭和47年）3月31日をもって閉校・廃止された。設置当初は、王寺町立王寺中学校に併設されていた。

## 学科
- 家庭課程:入学定員40名[2]

## クラブ活動
- ソフトボール部が1958年に行われた県高等学校春季大会で優勝した実績がある。